# Topografia

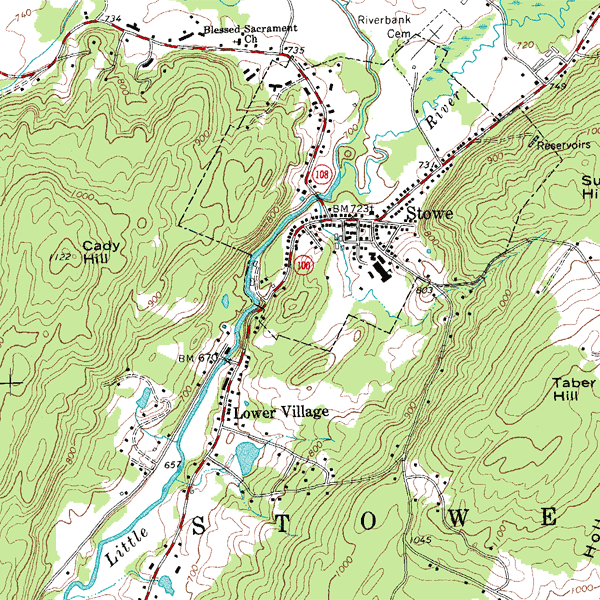
Exemplo de um mapa topográfico com linhas de contorno.

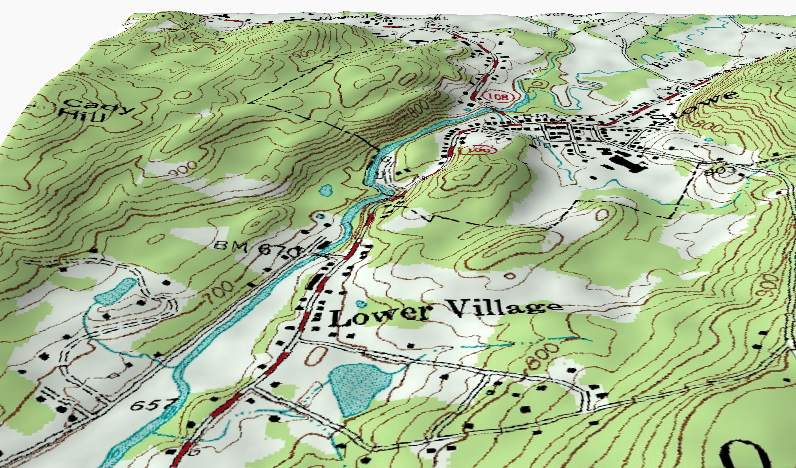
Parte do mesmo mapa topográfico anterior em perspetiva e alto relevo ilustrando como as linhas de contorno seguem o terreno.

Topografia (do grego τόπος, topos, que significa "lugar", "região", e γράφω, grapho, que significa "descrever", portanto "descrição de um lugar") é a ciência que estuda todos os acidentes geográficos definindo a sua situação e localização na Terra ou outros corpos astronómicos incluindo planetas, luas, e asteroides. É ainda o estudo dos princípios e métodos necessários para a descrição e representação das superfícies destes corpos, em especial para a sua cartografia. Tem a importância de determinar analiticamente as medidas de área e perímetro, localização, orientação, variações no relevo e ainda representá-las graficamente em cartas (ou plantas) topográficas.
A topografia é também instrumento fundamental para a implantação e acompanhamento de obras de todo o tipo, como as de projeto viário, edificações, urbanizações (loteamentos), movimentos de terras, etc..
O termo se aplica apenas a áreas relativamente pequenas, sendo utilizado o termo geodésia quando se fala de áreas maiores. Para isso são usadas coordenadas que podem ser duas distâncias e uma elevação, ou uma distância, uma elevação e uma direção.
É também muitas vezes utilizado como ciência necessária à caracterização da intensidade sísmica num dado local, visto que só em locais onde a topografia é conhecida, é que são possíveis identificações de intensidade.

## Campo de atuação
A topografia atua em áreas relativamente pequenas da superfície da Terra, de modo que sejam representadas particularidades da área, como construções, rios, vegetação, rodovias e ferrovias, relevos, limites entre terrenos e propriedades e outros detalhes de interesse em duas dimensões sobre os eixos Norte (Y) e Este (X), e representado por meio de cotas a altimetria (Z).

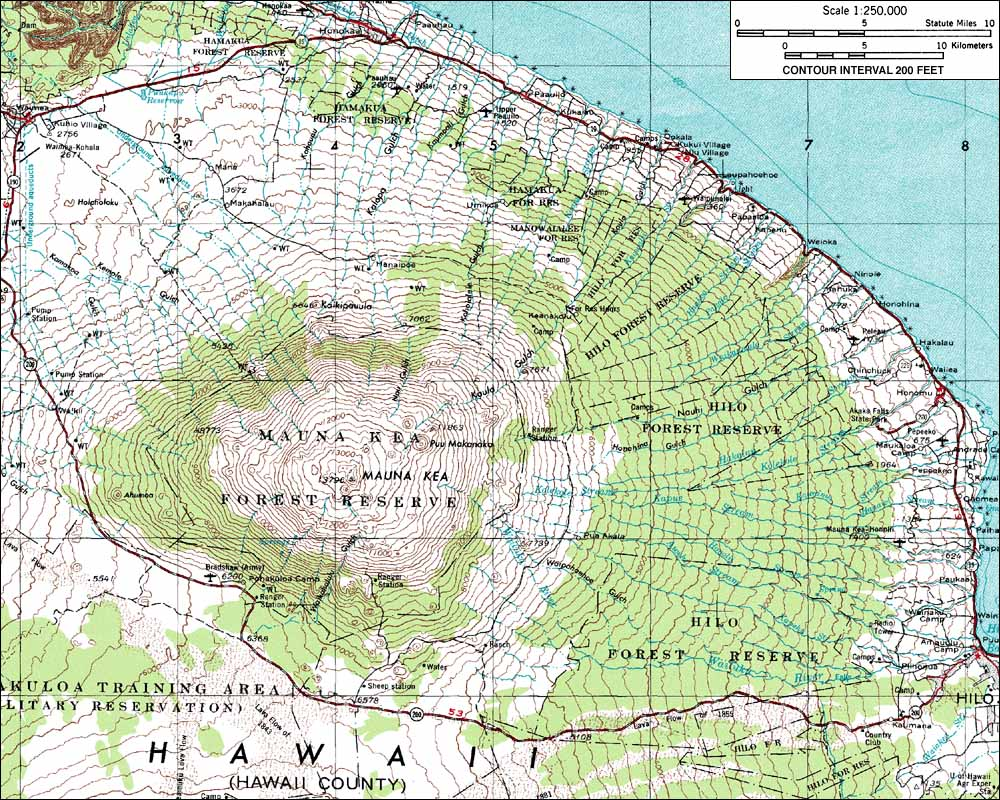
Mapa topográfico de Mauna Kea, Havaí.

As escalas de redução e detalhamento normalmente usadas na confecção de plantas topográficas variam de acordo com o fim a que se destina o referido trabalho: desde 1:50 (lê-se um para cinquenta) e 1:100 em representações de lotes urbanos até cerca de 1:5 000 para representações de propriedades rurais.
Um dos grandes desafios da cartografia é representar a Terra, que tem superfície curva (ela é um geoide), num plano. Isso é impossível de se fazer sem que ocorram deformações. E quanto maior a área representada, mais significativas são essas deformações. Como a topografia trata de áreas pequenas, o limite de actuação dela, o campo topográfico, é aquele em que seja possível desprezar o erro causado pela curvatura da Terra sem que haja prejuízo de precisão do levantamento topográfico. Esse campo depende da escala do trabalho, pois o erro de medida é limitado ao erro de reprodução e de acuidade visual (ou seja, o erro deve ser tão pequeno que se fosse considerado seria menor que o erro de produção ou reprodução da planta ou ainda menor que o limite visual do olho humano), e para um limite fixo de erro e escalas diferentes, o alcance da área a ser levantada varia. Para uma precisão de 1:200 000, o campo topográfico é uma área com um raio de 23 km, o que corresponde a mais de 1 600 km².

## Divisões
A topografia divide-se, basicamente, nas seguintes partes:
- Topometria, que trata da medição de distâncias e ângulos de modo que permita reproduzir as feições do terreno o mais fielmente possível, dentro das exigências da função a que se destina o levantamento topográfico produzido com essas informações. Ela subdivide-se, ainda, em planimetria e altimetria. Na primeira, são medidos os ângulos e distâncias no plano horizontal, como se a área estudada fosse vista do alto. Na segunda, são medidos os ângulos e distâncias verticais, ou seja, as diferenças de nível e os ângulos zenitais. Nesse caso, os levantamentos elaborados são representados sobre um plano vertical, como um corte do terreno;
- Topologia,[desambiguação necessária] como subdivisão da topografia, é a parte que trata da interpretação dos dados colhidos através da topometria. Essa interpretação visa facilitar a execução do levantamento e do desenho topográfico, através de leis naturais do relevo terrestre que, quando conhecidas, permitem um certo controle sobre possíveis erros, além de um número menor de pontos de apoio sobre o terreno;
- Taqueometria é a divisão que trata do levantamento de pontos de um terreno, in loco, de forma a se obter rapidamente plantas com curvas de nível, que permitem representar no plano horizontal as diferenças de níveis. Essas plantas são conhecidas como plani-altimétricas.

## Instrumentos utilizados
Estes são alguns dos instrumentos normalmente utilizados em levantamentos topográficos:
- Teodolito - equipamento onde se faz leituras angulares verticais e horizontais com precisão;
- Nível topográfico ou nível ótico - equipamento instalado entre pontos a nivelar e usado para a leitura de alturas sobre uma mira posicionada verticalmente sobre os pontos;
- Mira - régua graduada de 0 a 4 m usada em nivelamento geométrico e que deve ser posicionada verticalmente sobre o ponto visado para leitura da altura entre o chão e o plano horizontal formado pela visada de nível ótico;
- Estação total - instrumento electrónico que faz leituras angulares e de distâncias e as armazena internamente;
- GNSS - sistemas de medição de distância a partir de sinais de satélites de uma ou dupla frequência das órbitas GPS, GLONASS ou Galileo;
- Estádia - equipamento para medir a distância entre dois pontos em taqueometria;
- Baliza topográfica - Bastão utilizado juntamente como uma bolha de nivelamento para a verticalização da mesma. Usada para alinhamentos;
- Estaca - vértice materializado em campo para futuras identificações e/ou identificação de um eixo de um projeto, com distâncias equidistantes normalmente de 20 em 20 metros.

## Técnicas relacionadas
- Fotogrametria é a ciência que permite conhecer o relevo de uma região através de fotografias. Inicialmente, as imagens eram tomadas do solo, mas, atualmente, elas são produzidas principalmente a partir de aviões e satélites. Nesses casos de sensoriamento remoto (detecção remota), são usados os conhecimentos da estereoscopia, de modo que seja possível perceber o relevo da região fotografada ou representada em alguma imagem e medir as diferenças de nível, para se produzir as plantas e cartas.
- Laser scanner - equipamento faz uma varredura dos pontos a seu redor obtendo uma grande quantidade de pontos tridimensionais.

## Softwares
- ArchiCAD (Software de desenho)
- ArchiTerra (Software de cálculo)
- AutoCAD Map (Software de desenho)
- Autodesk Civil 3D (Software de cálculo)
- Autodesk Land Desktop (Software de cálculo)
- Cartomap (Software de cálculo)
- GeoOffice (Software de cálculo e desenho)
- Geolindes (Software de cálculo)
- InRoads (Software de cálculo)
- InteliCAD (Software de desenho)
- Métrica TOPO (Georreferenciamento, CAR, Volumetria e Loteamentos)
- Microstation (Software de desenho)
- Plataforma Autodesk (AutoCAD) (Software de desenho)
- Posição (Software de cálculos)
- Pythagoras (Software de cálculo)
- SDRMap (Software de cálculo)
- Softdesk (Software de cálculo)
- Topko (Software de cálculo)
- Topograph (Software de cálculo)
- TopoEVN (Sistema Profissional para Cálculos, Desenhos e Projetos Topográficos)
- Vectorworks (Software de desenho)